# Wüstenfalke
Der Wüstenfalke (Falco peregrinus pelegrinoides) ist ein räuberischer Vogel aus der Familie der Falkenartigen, der in Nordafrika und Teilen des Nahen Ostens beheimatet ist. Die systematische Zuordnung des Wüstenfalken gilt als umstritten. Während er heute von vielen Autoren als Unterart des Wanderfalken betrachtet wird, sehen andere in ihm nach wie vor eine eigenständige Art mit dem wissenschaftlichen Namen Falco pelegrinoides. Dieser Artikel folgt der Einschätzung der International Ornithologists’ Union, die dem Wüstenfalken derzeit nur Unterartstatus zuschreibt. Näheres ist im Abschnitt Systematik angegeben.

## Erscheinungsbild
Der Wüstenfalke ist ein mittelgroßer Vertreter der Falken, dessen Körpergröße etwa der einer Krähe entspricht. In seinem Erscheinungsbild gleicht er weitgehend der Nominatform des Wanderfalken, ist aber mit einer Körpergröße von 33 bis 44 cm und einer Flügelspannweite von 76 bis 102 cm etwas kleiner als diese. Wie für Falken typisch bleiben Männchen deutlich kleiner als Weibchen, ausgewachsen erreichen sie nur etwa zwei Drittel der Körpergröße eines typischen Weibchens. Von der Körpergröße abgesehen besteht nur ein sehr geringer Geschlechtsdimorphismus, Weibchen tendieren zu einer allgemein leicht dunkleren Gefiederfärbung. Der Körperbau ist allgemein eher schlank, Kopf und Nacken wirken im Kontrast dazu jedoch kantig und breit. Der Schwanz ist kurz und breit, die Form sieht im Flug eher eckig und nicht abgerundet aus. Die Flügelspannweite übertrifft die Körperlänge um mehr als das doppelte, die Handschwingen sind an den Enden spitz zulaufend. Das Gefieder zeigt an der Oberseite eine blasse, bläulich-graue Grundfärbung durchzogen von einer schmalen, schwärzlichen Musterung. Nacken und Haube zeigen einen rötlichen bis rötlich-braunen Einschlag, der sich bis zur Stirn und den Augenbrauen fortsetzen kann. Die Wangen sind cremefarben, die Kehle noch heller und fast gänzlich weiß. Rund um die Augen und an einem dünnen Streifen an der Kopfseite ist das Gefieder besonders dunkel und wirkt fast gänzlich schwarz. Die Oberseite der Schwanzfedern zeigt ein breites, schwärzliches Streifenmuster. Die Primärfedern am Flügel sind ebenfalls deutlich dunkler als der Rest der Oberseite. Brust- und Bauchbereich sind hingegen heller, mit individuell unterschiedlichen Creme- und Zimttönen bis hin zu leicht gelblich-orangen Farbtönen. Am Bauch, den Flanken und Schenkeln sowie den Unterschwanzfedern wird das Gefieder von einer feinen schwarzen Musterung durchzogen, deren Ausprägung von Exemplar zu Exemplar sehr variabel ausfallen kann. Unbefiederte Körperteile wie Füße, Unterschenkel und Wachshaut sind gelb bis gelb-orange, die Iris ist dunkelbraun.

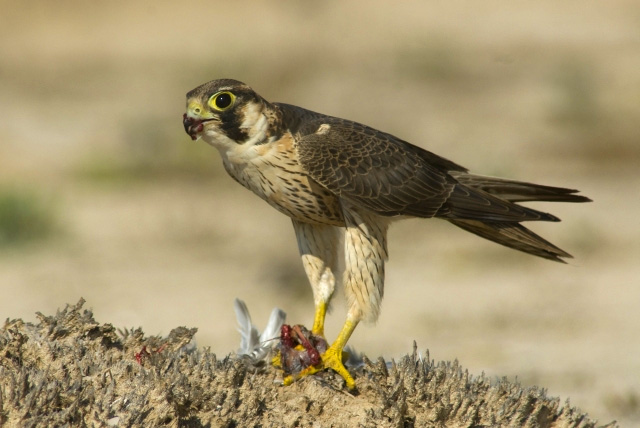
Junger Wüstenfalke

Jungvögel haben eine bräunlich gefärbte Körperoberseite und sind auf der Körperunterseite gestreift, nicht gebändert. Diese vertikale Streifung (Strichelung) ist etwas feiner und erscheint dadurch heller als bei Jungvögeln der Nominatform und der südeuropäischen Form F. p. brokeii, doch gibt es auch hier starke individuelle Abweichungen.
Die Körperoberseite des adulten Wüstenfalken ist von einem blasseren Graublau als beim Wanderfalken. Im Unterschied zum Wanderfalken sind Scheitel und Nacken rötlich, beim Wanderfalken stets blaugrau gefärbt. Im Gegensatz zu den weißen Wangen des Wanderfalken können die Wangen des adulten Wüstenfalken eher cremefarben erscheinen. Die Körperunterseite erscheint heller durch feinere Bänderung.

## Verbreitungsgebiet
Das Verbreitungsgebiet der Unterart erstreckt sich über Nordafrika bis in den Nahen Osten, weist dabei jedoch große Lücken auf. Im Nordwesten umfasst es Gebiete in Marokko, Tunesien, Algerien, Mauretanien und Mali sowie auf den Kanarischen Inseln. Weiter östlich werden außerdem Ägypten (Sinai-Halbinsel und entlang des Nils), Israel, Jordanien und weite Teile der Arabischen Halbinsel besiedelt. Der Wüstenfalke ist überwiegend ein Standvogel, möglicherweise auch ein Strichvogel. Nur wenige Exemplare scheinen im Winter der Nordhalbkugel etwas weiter nach Süden zu ziehen, Berichte über einzelne Wintergäste liegen unter anderem aus Somalia, dem Sudan, dem Tschad und aus Niger vor.

## Habitat und Lebensweise
Der Wüstenfalke ist ein Vogel der Halbwüsten und des ariden Hügellandes, bewohnt aber auch Felsküsten entlang des Atlantiks. Wichtigste Voraussetzung für das Vorkommen des Wüstenfalken scheinen Klippenformationen zu sein, von denen aus die Vögel ihre Jagdversuche starten können. Wüstenfalken sind äußerst schnelle und wendige Flieger, deren Flugkünste denen der dafür berühmten Nominatform in nichts nachstehen. Auf Grund ihrer geringeren Größe wirken sie dabei sogar noch etwas agiler. Die Jagd wird von einer erhöhten Sitzwarte eingeleitet, von der aus nach im Flug befindlichen Vögeln und Fledermäusen gesucht wird, die sich zu weit von einer möglichen Deckung entfernt haben. Wurde eine mögliche Beute erspäht, setzen sich die Falken mit einem schnellen Steigflug über diese und schlagen das Beutetier schließlich in einem spektakulär anzusehenden Sturzflug.
Die Brutbiologie ist unvollständig bekannt, auf den Kanarischen Inseln scheint die Eiablage in den Monaten Februar und März zu erfolgen. Beobachtungen balzender Wüstenfalken aus Israel im Januar, scheinen diesen Zeitraum in etwa zu bestätigen, regional könnten jedoch deutliche Unterschiede bestehen. Ein Nest im eigentlichen Sinne wird nicht errichtet, stattdessen werden natürliche Vertiefungen an Felsenklippen als Brutplatz genutzt. Gelegentlich werden auch aufgegebene Nester von Rabenvögeln, Möwen oder Habichtartigen weiterverwendet. Besonders gern werden anscheinend die Nester des Wüstenraben (Corvus ruficollis) genutzt. Die Gelegegröße liegt in der Regel bei drei bis vier, gelegentlich auch fünf Eiern. Die Inkubationszeit beträgt etwa 28 bis 30 Tage, gefolgt von einer Nestlingsphase, die weitere 32 bis 39 Tage dauert. Nach durchschnittlich zwei Monaten außerhalb des Nests werden die Nachkommen unabhängig, folgen den Altvögeln jedoch gelegentlich noch bis zu drei weitere Monate.

## Systematik
Die genaue systematische Stellung des Wüstenfalken wird in Fachkreisen seit längerer Zeit diskutiert und ist nach wie vor umstritten. Besonders kontrovers ist die Frage, ob der Wüstenfalke als eigenständige Art innerhalb der Gattung der Falken anzusehen ist, oder ob es sich bei ihm lediglich um eine der zahlreichen Unterarten des kosmopolitisch verbreiteten Wanderfalken handelt. Als Argument für die Zuschreibung des Artstatus wird zumeist angeführt, dass der Wüstenfalke in Teilen seines Verbreitungsgebiets mit dem Wanderfalken (genauer mit den Unterarten F. p. brookei und F. p. minor) sympatrisch anzutreffen ist, ohne das es hierbei zu einer Hybridisierung in größerem Umfang kommt. Berichte über Falken mit ungewöhnlich gefärbtem Gefieder aus Marokko scheinen allerdings zumindest auf eine gewisse Hybridisierung mit F. p. brookei hinzudeuten. Neben der Sympatrie werden vor allem Unterschiede im Flugbild, das besonders in Jagdsituationen beim Wüstenfalken an das eines Papageien erinnern soll, als Argument angeführt. Unterschiede in der Gefiederfärbung und dem bevorzugten Habitat könnten weitere Anhaltspunkte sein. Für den Status als Unterart sprechen hingegen vor allem Untersuchungen zur molekulargenetischen Struktur der Falken. Diese belegen zwischen Wüsten- und Wanderfalke eine derart große Ähnlichkeit, wie sie üblicherweise nur zwischen Unterarten zu finden ist.
Folgt man der Einstufung des Wüstenfalken als eigenständige Art, so wird dieser neben der hier beschriebenen Variante Falco pelegrinoides pelegrinoides noch die Unterart Falco pelegrinoides babylonicus zugeordnet. Diese – im Jahr 1861 von Philip Lutley Sclater erstbeschriebene Form – bewohnt ein großes Gebiet in Asien vom Iran und Turkmenistan bis nach Indien, China und in die Mongolei. Autoren, die keinen vollen Artstatus für den Wüstenfalken sehen, stellen babylonicus stattdessen als eine weitere Unterart zum Wanderfalken. Als unterscheidendes Merkmal dieser Form gelten auffällig rötlich gefärbte Stellen an den Wangen, im Nacken und an der Unterseite. Individuelle Variationen hinsichtlich der Ausprägung dieser Merkmale erschweren jedoch die eindeutige Zuordnung in manchen Fällen erheblich.